# حسین بامیری
حسین بامیری، نماینده یازدهمین دوره مجلس شورای اسلامی از حوزه انتخابیه لردگان،خانمیرزا و فلارد در استان چهارمحال و بختیاری می باشد.